# Логанвил (Пенсилванија)
Логанвил (енгл. Loganville) град је у америчкој савезној држави Пенсилванија.

## Демографија
По попису из 2010. године број становника је 1.240, што је 332 (36,6%) становника више него 2000. године.
| Група             | 2000.       | 2010.         |
| Белци             | 873 (96,1%) | 1.185 (95,6%) |
| Афроамериканци    | 3 (0,3%)    | 17 (1,4%)     |
| Азијати           | 6 (0,7%)    | 15 (1,2%)     |
| Хиспаноамериканци | 8 (0,9%)    | 10 (0,8%)     |
| Укупно            | 908         | 1.240         |